# Hünenberg (Szwajcaria)
Hünenberg – miejscowość i gmina (Politische Gemeinde) w środkowej Szwajcarii, w kantonie Zug. Leży nad jeziorem Zugersee.

## Demografia
W Hünenbergu mieszka 8948 osób. W 2021 roku 19% populacji gminy stanowiły osoby urodzone poza Szwajcarią.

## Współpraca
Miejscowości partnerskie:
- Bańska Szczawnica, Słowacja
- Marly, Fryburg

## Transport
Przez teren gminy przebiegają autostrada A4 oraz drogi główne nr 4, nr 25 i nr 368. 